# 瑪莉莎·米勒
瑪莉莎·米勒（英語：Marisa Miller，1978年8月6日—）又稱玛丽莎·米勒，她是一位美國超模。瑪莉莎是維多利亞的秘密代言模特兒之一，是「維多利亞的秘密天使」（Victoria's Secret Angels）中的一員。她常出現於《Sports Illustrated 》的泳衣版。

## 早年
在加利福尼亞州出生的瑪莉莎，她16歲時遇上兩個來自義大利的模特兒公司高層人員，而被發掘。之後，她跟母親商量到義大利數個月。瑪莉莎說聽過她母親最有價值的說話是「你可以隨時返回學校讀書，但成为一個出色的模特兒的机会不是隨時都有。」。瑪莉莎聽到媽媽的忠告，之後很快地就在1999年的Perfect 10 magazine獲得注意力。

## 其他方面
2010年2月11日，她應主辦單位邀請，在佛羅里達州邁阿密灘參加了一場美式奪旗足球（American flag football，一種美式足球，是欖球系的其中一個分支）比賽；雖然她被對方的湯阿諾攔截而意外地走光，但她仍然沒有理會，反而積極地協助隊友把球帶入對方底線（達陣），結果她在比賽結束後獲得最有價值球員獎。

## 模特生涯
瑪莉莎·米勒，被美国著名摄影师马里奥·特斯蒂诺宣传后，先后登上世界各大周刊：
- 2001年，美国《时尚》杂志刊登玛丽莎·米勒的冲浪主题照片。
- 美国《大都会》杂志。
- 法国《世界时装之苑》杂志。
- 美国《绅士季刊》杂志。
- 英国《男人帮》杂志。[3]

## 外部連結
- MarisaMiller.com （页面存档备份，存于）
- Official forum （页面存档备份，存于）
- Marisa Miller in Sports Illustrated, various images （页面存档备份，存于）
- Marisa Miller in Sports Illustrated, 2006 （页面存档备份，存于）
- Marisa Miller in Sports Illustrated Swimsuit Issue, 2007 （页面存档备份，存于）
- Marisa Miller在互联网电影资料库（IMDb）上的資料（英文）